# Nậm Dịch
Nậm Dịch là một xã thuộc tỉnh Tuyên Quang, Việt Nam.

## Địa lý
Xã Nậm Dịch nằm ở phía đông huyện Hoàng Su Phì, có vị trí địa lý:
- Phía đông giáp xã Tả Sử Choóng
- Phía tây giáp xã Bản Luốc
- Phía nam giáp xã Nam Sơn và xã Nậm Ty
- Phía bắc giáp xã Bản Nhùng và xã Ngàm Đăng Vài.

Xã Nậm Dịch có diện tích 30,56 km², dân số năm 2018 là 3.612 người, mật độ dân số đạt 118 người/km².

## Lịch sử
Địa bàn xã Nậm Dịch trước đây vốn là hai xã Nậm Dịch và Bản Péo thuộc huyện Hoàng Su Phì.
Trước khi sáp nhập, xã Nậm Dịch có diện tích 18,65 km², dân số là 2.097 người, mật độ dân số đạt 112 người/km², gồm khu Trung tâm xã và các thôn, bản: Thắng Lợi 2, Thắng Lợi 3, Hoàng Ngân 1, Hoàng Ngân 2, Hoàng Ngân 3, Tráng Lai 1, Tráng Lai 2, Tráng Lai 3, Thắng Lợi 1, Nậm Dịch. Xã Bản Péo có diện tích 11,91 km², dân số là 1.515 người, mật độ dân số đạt 127 người/km², gồm các thôn, bản: Bản Pèo, Kết Thành, Nậm Dịch, Thành Công, Bản Péo.
Ngày 17 tháng 12 năm 2019, Ủy ban Thường vụ Quốc hội ban hành Nghị quyết 827/NQ-UBTVQH14 về việc sắp xếp các đơn vị hành chính cấp xã thuộc tỉnh Hà Giang (nghị quyết có hiệu lực từ ngày 1 tháng 1 năm 2020). Theo đó, sáp nhập toàn bộ diện tích và dân số của xã Bản Péo vào xã Nậm Dịch.